# Burgwald (Gemeinde)
Burgwald ist eine Gemeinde im nordhessischen Landkreis Waldeck-Frankenberg am Westrand des namensgebenden Burgwaldes. Im Ortsteil gleichen Namens befindet sich die Gemeindeverwaltung.

## Geografie

### Geografische Lage
Burgwald liegt südlich von Frankenberg, östlich von Battenberg und etwa 30 km nördlich der Universitätsstadt Marburg.
Die Gemeinde gehört zum Gebiet des Westhessischen Berg- und Senkenlandes, am nordwestlichen Rand des Burgwaldes. Im Nordwesten, bei Birkenbringhausen, reicht die Gemarkungsgrenze bis in das Edertal hinein.
Die Eder bildet im Nordwesten die natürliche Grenze zur Gemeinde Allendorf. Durch Bottendorf führt die Nemphe, die bei Frankenberg in die Eder mündet. Der Senkelbach entspringt bei Wiesenfeld und fließt durch Ernsthausen, wo er in die Wetschaft mündet. Durch die Gemeinde verläuft die Rhein-Weser-Wasserscheide, so dass die Eder und ihre Zuflüsse in die Fulda und die Weser, die Wetschaft und ihre Zuflüsse in die Lahn und den Rhein münden.
Der tiefste Punkt in der Gemeindegemarkung liegt mit 285 m ü. NN in der Ederaue, bei der Hatzbachmühle. Der höchste Punkt ist ein Berg  mit einer Höhe von 433,5 m ü. NN, südwestlich vom Bödde-Berg (410 m ü. NN). Beide Berge liegen im östlichsten Bereich der Gemeindegemarkung zwischen den Dörfern Oberholzhausen (zu Haina) und Willersdorf (zu Frankenberg).
Mit 50 Prozent Waldanteil am Gemeindegebiet gehört Burgwald zu den waldreichsten Gemeinden in Hessen.

### Nachbargemeinden
Burgwald grenzt im Norden an die Stadt Frankenberg, im Osten an die Gemeinde Haina, im Süden an die Stadt Rosenthal (alle im Landkreis Waldeck-Frankenberg), im Südwesten an die Gemeinde Münchhausen (Landkreis Marburg-Biedenkopf), sowie im Westen an die Stadt Battenberg und die Gemeinde Allendorf (beide im Landkreis Waldeck-Frankenberg).

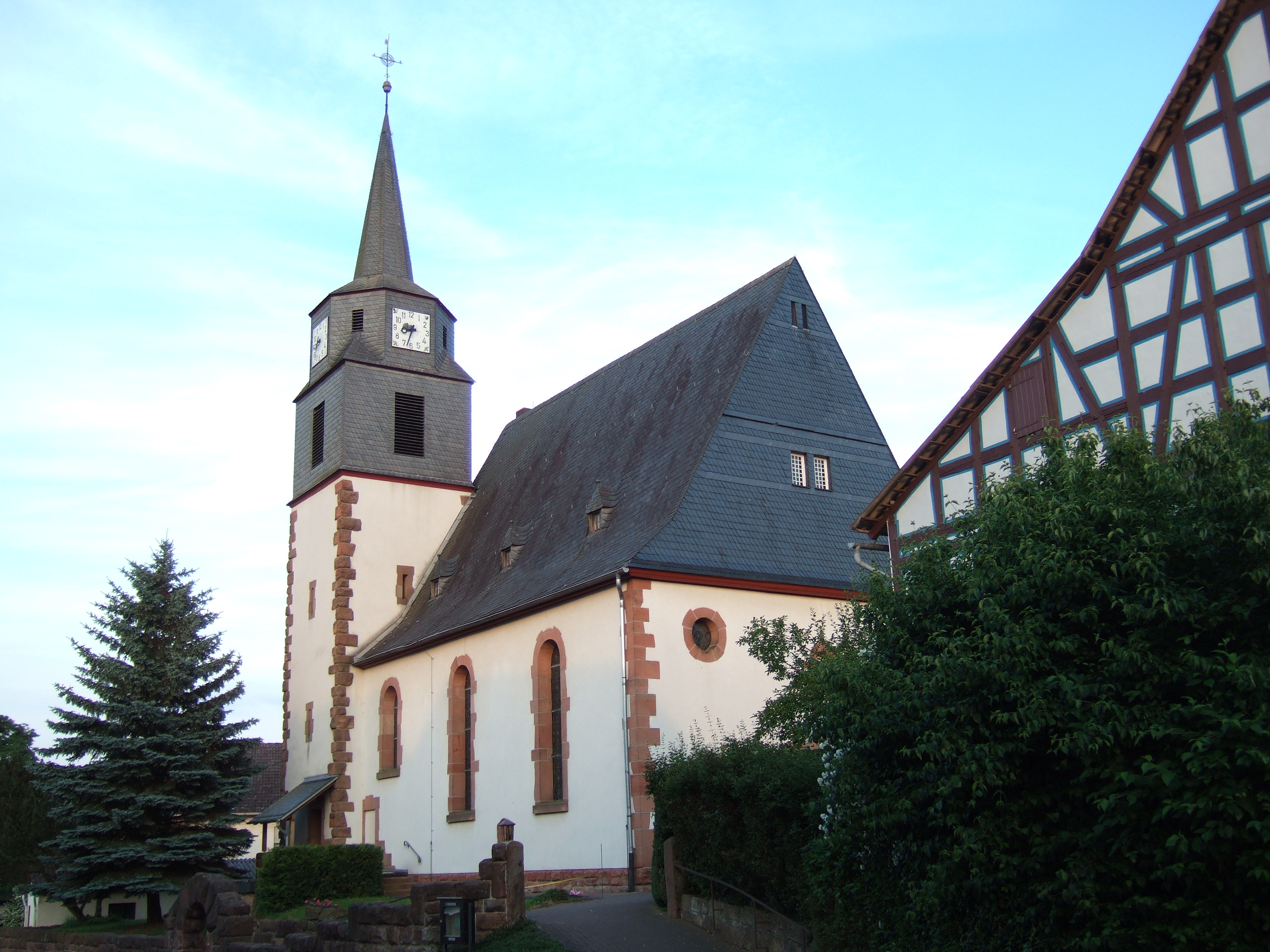
Evangelische Kirche in Burgwald-Ernsthausen

### Gemeindegliederung
Die Gemeinde gliedert sich in folgende Ortsteile (in Klammern erste urkundliche Erwähnung):
- Burgwald im nördlichen Zentrum (1948 als Industriehof)
- Bottendorf im Nordosten (1233)
- Ernsthausen im Süden (1303)
- Birkenbringhausen im Nordwesten (1249)
- Wiesenfeld im südlichen Zentrum (1238)

### Klima
Auf dem Gebiet der Gemeinde zeigt sich das für Hessen typische warm-gemäßigte Regenklima der mittleren Breiten Europas. Der Wind weht überwiegend aus dem Westen und führt das ganze Jahr über feuchte Luftmassen vom Atlantik heran, die Niederschläge zur Folge haben. Wegen der Lage im Regenschatten östlich des Rothaargebirges fallen die Niederschläge allerdings niedrig aus. Der ozeanische Einfluss sorgt für relativ milde Winter und nicht zu heiße Sommer.
Die Tagesmitteltemperatur bewegte sich in den Jahren 1971–2000 im Bereich von +7 °C bis +9 °C. Eine Erwärmung ist festzustellen.
Die Niederschlagshöhe lag in den Jahren 1971–2000 im Bereich zwischen 600 und 800 mm.
Die Sonnenscheindauer betrug in den Jahren 1971–2000 im Mittel zwischen 1.400 und 1.450 Stunden.

## Geschichte

### Gemeinde

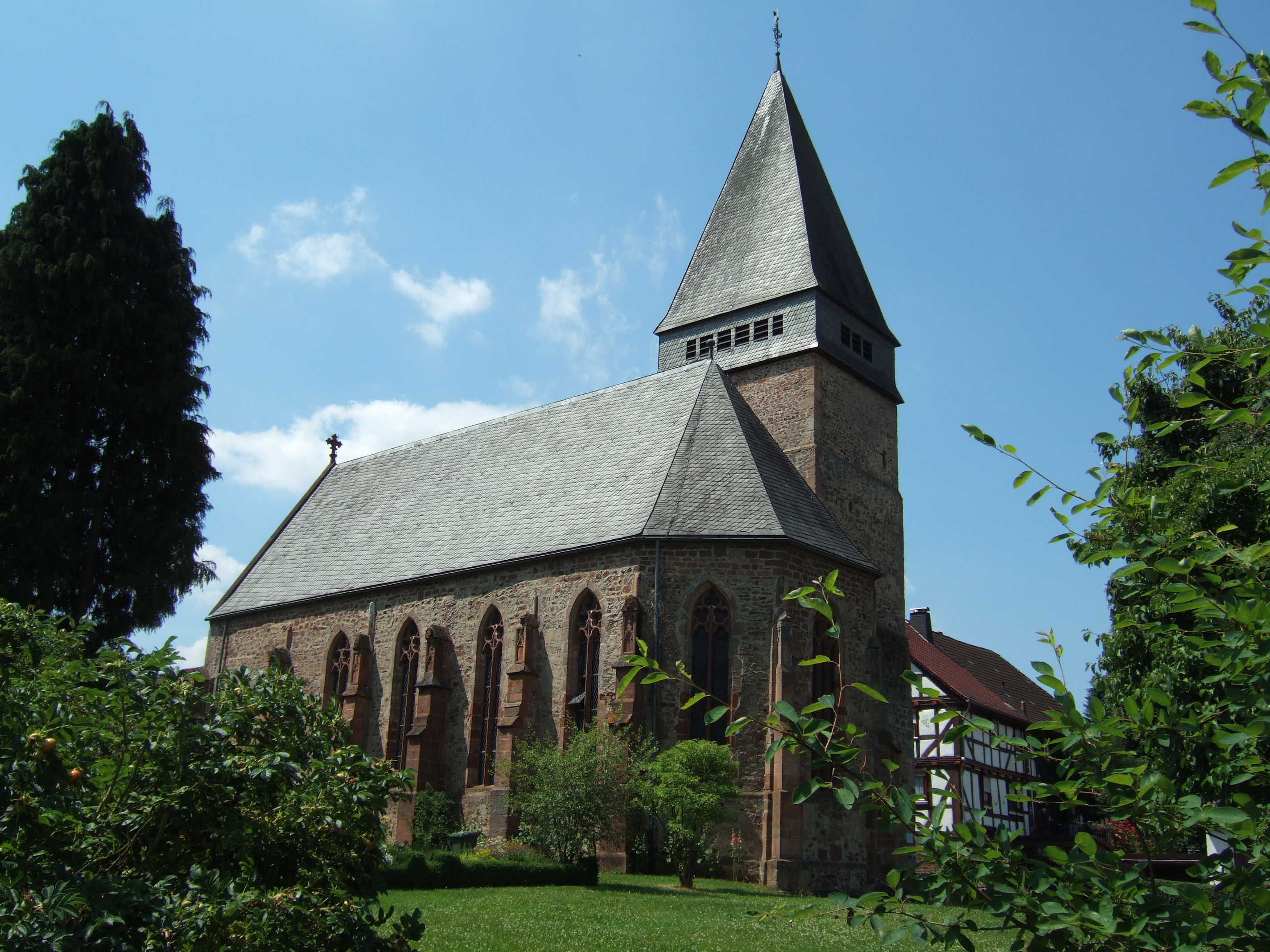
Evangelische Kirche (ehemalige Johanniterkirche) in Wiesenfeld

Während die Ortsteile Birkenbringhausen, Bottendorf, Ernsthausen und Wiesenfeld auf mittelalterliche Gründungen zurückgehen, entstand der Ortsteil Burgwald als Nachkriegssiedlung auf dem Gelände einer ehemaligen Munitionsanstalt (Muna). Er hieß bis zu seiner Umbenennung im Jahr 1996 Industriehof.

### Gemeindebildung
Im Zuge der Gebietsreform in Hessen fusionierten zum 1. Juli 1971 die Gemeinden Birkenbringhausen, Ernsthausen und Wiesenfeld freiwillig zu einer Gemeinde mit dem Namen Burgwald. Am 1. Januar 1974 kam die bis dahin eigenständige Gemeinde Bottendorf kraft Landesgesetz hinzu. Für alle eingegliederten ehemals eigenständigen Gemeinden und später auch für Burgwald wurden Ortsbezirke mit Ortsbeirat und Ortsvorsteher nach der Hessischen Gemeindeordnung gebildet.

### Bevölkerung

#### Einwohnerstruktur 2011
Nach den Erhebungen des Zensus 2011 lebten am Stichtag, dem 9. Mai 2011, in Burgwald 4900 Einwohner. Darunter waren 93 (1,9 %) Ausländer, von denen 37 aus dem EU-Ausland, 18 aus anderen europäischen Ländern und 38 aus anderen Staaten kamen. Die Einwohner lebten in 2004 Haushalten. Davon waren 524 Singlehaushalte, 592 Paare ohne Kinder und 700 Paare mit Kindern, sowie 169 Alleinerziehende und 19 Wohngemeinschaften. 3487 Einwohner gehörten der evangelischen (71,2 %) und 627 Einwohner der katholischen (12,8 %) Konfession an.

#### Einwohnerentwicklung
| Burgwald: Einwohnerzahlen von 1973 bis 2019                       | Burgwald: Einwohnerzahlen von 1973 bis 2019 | Burgwald: Einwohnerzahlen von 1973 bis 2019 | Burgwald: Einwohnerzahlen von 1973 bis 2019 | Burgwald: Einwohnerzahlen von 1973 bis 2019 |
| ----------------------------------------------------------------- | ------------------------------------------- | ------------------------------------------- | ------------------------------------------- | ------------------------------------------- |
| Jahr                                                              |                                             |                                             |                                             | Einwohner                                   |
| 1973                                                              | 1973                                        |                                             | 4.473                                       | 4.473                                       |
| 1975                                                              | 1975                                        |                                             | 4.544                                       | 4.544                                       |
| 1980                                                              | 1980                                        |                                             | 4.723                                       | 4.723                                       |
| 1985                                                              | 1985                                        |                                             | 4.707                                       | 4.707                                       |
| 1990                                                              | 1990                                        |                                             | 4.883                                       | 4.883                                       |
| 1995                                                              | 1995                                        |                                             | 5.318                                       | 5.318                                       |
| 2000                                                              | 2000                                        |                                             | 5.280                                       | 5.280                                       |
| 2005                                                              | 2005                                        |                                             | 5.095                                       | 5.095                                       |
| 2010                                                              | 2010                                        |                                             | 4.881                                       | 4.881                                       |
| 2011                                                              | 2011                                        |                                             | 4.900                                       | 4.900                                       |
| 2015                                                              | 2015                                        |                                             | 4.863                                       | 4.863                                       |
| 2016                                                              | 2016                                        |                                             | 4.990                                       | 4.990                                       |
| 2017                                                              | 2017                                        |                                             | 4.984                                       | 4.984                                       |
| 2018                                                              | 2018                                        |                                             | 4.969                                       | 4.969                                       |
| 2019                                                              | 2019                                        |                                             | 4.919                                       | 4.919                                       |
| Quellen: Hessisches Statistisches Informationssystem; Zensus 2011 |                                             |                                             |                                             |                                             |

## Politik

### Gemeindevertretung
Die Kommunalwahl am 14. März 2021 lieferte folgendes Ergebnis, in Vergleich gesetzt zu früheren Kommunalwahlen:
| Gemeindevertretung – Kommunalwahlen 2021 | Gemeindevertretung – Kommunalwahlen 2021                                                                  |
| --- | --- |
| Stimmenanteil in %Wahlbeteiligung 56,5 % 3020100 23,0 (+3,1)20,3 (+0,1)17,3 (−0,6)12,5 (−4,6)9,9 (−2,6)8,4 (−0,8)5,9 (n. k.)2,8 (−0,3) WGBoaBLEbFWGcSPDCDUBLBfBfUgFDP20162021Anmerkungen:a Wählergemeinschaft Bottendorfb Bürgerliste Ernsthausenc Freie Wählergemeinschaft Birkenbringhausenf Bürgerliste Burgwaldg Bürger für Umgehung | SitzverteilungInsgesamt 23 Sitze - SPD: 3 - WGBo: 5 - BLE: 5 - BLB: 2 - BfU: 1 - FWG: 4 - CDU: 2 - FDP: 1 |

| Parteien und Wählergemeinschaften | Parteien und Wählergemeinschaften           | % 2021 | Sitze 2021 | % 2016 | Sitze 2016 | % 2011 | Sitze 2011 | % 2006 | Sitze 2006 | % 2001 | Sitze 2001 |
| WGBo                              | Wählergemeinschaft Bottendorf               | 23,0   | 5          | 19,9   | 4          | 19,0   | 4          | 13,4   | 4          | 11,8   | 4          |
| BLE                               | Bürgerliste Ernsthausen                     | 20,3   | 5          | 20,2   | 5          | 17,2   | 4          | 21,3   | 6          | 17,4   | 5          |
| FWG                               | Freie Wählergemeinschaft Birkenbringhausen  | 17,3   | 4          | 17,9   | 4          | 17,2   | 4          | 17,2   | 5          | 15,5   | 5          |
| SPD                               | Sozialdemokratische Partei Deutschlands     | 12,5   | 3          | 17,1   | 4          | 21,1   | 5          | 24,0   | 6          | 31,4   | 10         |
| CDU                               | Christlich Demokratische Union Deutschlands | 9,9    | 2          | 12,5   | 3          | 12,6   | 3          | 12,7   | 3          | 17,0   | 5          |
| BLB                               | Bürgerliste Burgwald                        | 8,4    | 2          | 9,2    | 2          | 10,6   | 2          | 10,9   | 3          | 6,8    | 2          |
| BfU                               | Bürger für Umgehung                         | 5,9    | 1          | —      | —          | —      | —          | —      | —          | —      | —          |
| FDP                               | Freie Demokratische Partei                  | 2,8    | 1          | 3,1    | 1          | 2,4    | 1          | —      | —          | —      | —          |
| Grüne                             | Bündnis 90/Die Grünen                       | —      | —          | —      | —          | —      | —          | 0,6    | 0          | —      | —          |
| Gesamt                            | Gesamt                                      | 100,0  | 23         | 100,0  | 23         | 100,0  | 23         | 100,0  | 27         | 100,0  | 31         |
| Wahlbeteiligung in %              | Wahlbeteiligung in %                        | 56,5   | 56,5       | 54,0   | 54,0       | 57,0   | 57,0       | 55,4   | 55,4       | 60,3   | 60,3       |

### Bürgermeister
Nach der hessischen Kommunalverfassung wird der Bürgermeister für eine sechsjährige Amtszeit gewählt, seit dem Jahr 1993 in einer Direktwahl, und ist Vorsitzender des Gemeindevorstands, dem in der Gemeinde Burgwald neben dem Bürgermeister ehrenamtlich ein Erster Beigeordneter und sechs weitere Beigeordnete angehören. Bürgermeister ist seit dem 1. Juli 2009 der parteiunabhängige Lothar Koch. Er wurde als Nachfolger von Adam Daume (SPD), der nach drei Amtszeiten nicht wieder kandidiert hatte, am 30. November 2008 im ersten Wahlgang bei 59,0 Prozent Wahlbeteiligung mit 77,2 Prozent der Stimmen gewählt. Es folgten zwei Wiederwahlen, jeweils ohne Gegenkandidaten, zuletzt im November 2020.
Amtszeiten der Bürgermeister
- 2009–2027 Lothar Koch[18]
- 1991–2009 Adam Daume (SPD)[19]
- 1974–1991 Fritz Thiele[22]
- 1971–1973 Walter Hollmann, als Staatsbeauftragter kommissarisch eingesetzt

### Wappen
| Wappen von Burgwald | Blasonierung: „Unter blauem Zinnenschildhaupt zu sieben Zinnen im von Silber und Grün im Tannenschnitt zu vier Spitzen mit je zwei Ästen geteilten Schild unten ein silbernes Johanniterkreuz.“ |
| Wappen von Burgwald | Wappenbegründung: Das Wappen beinhaltet die Farben blau, grün und silber. Blau für den Himmel, Silber für die Zinnen einer Burg sowie das Johanniterkreuz und Grün für die Baumwipfel. Die Burgzinnen weisen auf die Kesterburg (heute Christenberg) im Burgwald hin. Über den Burgzinnen wölbt sich ein strahlend blauer Himmel. Unter den Zinnen werden die spitzen Wipfel von Tannen und Fichten dargestellt. Sie sind in sattem Grün gehalten. Ein weiterer Part im Burgwaldwappen ist das Johanniterkreuz. Dieses vierstrahlige Kreuz mit Pfeilspitzen nach innen deutet auf die Geschichte des Ortsteils Wiesenfeld hin. Im Jahre 1238 ist das Dorf als Johanniter-Kommende entstanden. Das Wappen wurde am 14. August 1981 durch das Hessische Ministerium des Innern genehmigt. |

### Flagge
Die Flagge wurde am 1. März 1984 durch das Hessische Ministerium des Innern genehmigt.

„Die Flagge zeigt auf der von Grün - Weiß - Grün (1:3:1) längsgestreiften Flaggenbahn in der oberen Hälfte der breiten Mittelbahn das Gemeindewappen.“

### Partnerschaften
Die Gemeinde unterhält seit 1997 eine Partnerschaft mit Perbál in Ungarn unweit der Hauptstadt Budapest.

## Kultur und Sehenswürdigkeiten

### Hans-Ross-Denkmal
Im östlich des Ortes gelegenen Pfuhlgrund steht am Rand des Burgwalds ein Denkmal für den Ernsthäuser Förster Hans Ross. Er kam 1676 bei der Verfolgung von Wilderern ums Leben.

### Ortsdialekte
In den Orten Birkenbringhausen, Bottendorf, Ernsthausen und Wiesenfeld haben sich über die Jahrhunderte Ortsdialekte ausgebildet. Dagegen wurde der Ortsteil Burgwald erst nach dem Zweiten Weltkrieg besiedelt, so dass hier keine eigene Mundart entstanden ist. Die Einwohner selbst nennen ihre Sprache Platt (Birkenbringhäuser Platt, Bottendorfer Platt etc.), nicht zu verwechseln mit dem in Norddeutschland gesprochenen Plattdeutsch. Ohne dass es darüber gesicherte Zahlen gibt, dürfte die Zahl der Einwohner, die den jeweiligen Dialekt beherrschen, in den letzten Jahren massiv zurückgegangen sein.

### Ortsnecknamen
Die Birkenbringhäuser werden „Ratzverbrenner“ (Iltis-Verbrenner), die Bottendorfer „Waschtemailer“ (Wurstmäuler) und die Ernsthäuser „Brüchhinkel“ (Sumpfküken) genannt. Hintergründe zu diesen Ortsnecknamen finden sich auf den Seiten der jeweiligen Ortsteile.

### Sport
Seit Jahren sind die Prellballer des TSV Ernsthausen, die Kunstradfahrer des RSV Ernsthausen und die Sportschützen des SV Ernsthausen überregional erfolgreich.

### Vereine
In der Gemeinde sind etwa 50 Vereine und Verbände aktiv, von denen einige gemeindeweit tätig sind.

### NABU Burgwald
Die Umweltgruppe Burgwald wurde am 10. September 1991 gegründet. Sie schloss sich im darauffolgenden Jahr dem Naturschutzbund Deutschland (NABU, früherer Deutscher Bund für Vogelschutz) an. Zurzeit hat der Verein etwa 60 Mitglieder. Zu den Schwerpunkten der Arbeit gehört die Biotop- und Landschaftspflege und der damit verbundene Schutz und die Wiederherstellung der angestammten Flora und Fauna in der nordwestlichen Region des Burgwalds. Große Breite nimmt heute die Arbeit im Biotop-Verbund-System „Oberes Wetschafttal“ zwischen Ernsthausen und Roda ein.

## Wirtschaft und Infrastruktur

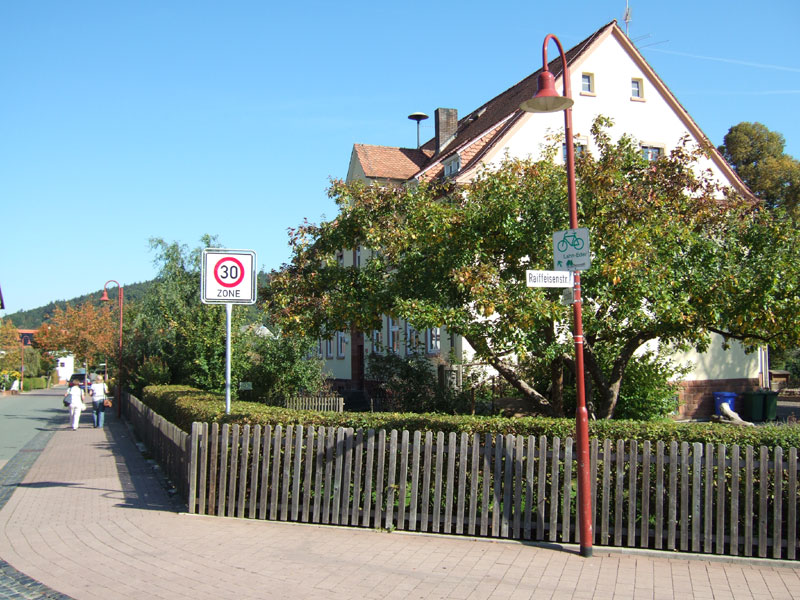
Lahn-Eder-Radweg an der Grundschule in Burgwald-Ernsthausen

### Verkehr
Durch die Gemeinde von Ernsthausen nach Bottendorf führt die Bundesstraße 252, die Marburg und Korbach verbindet.
An den Ortsteilen Burgwald und Wiesenfeld vorbei verläuft die Kreisstraße 117 zwischen Ernsthausen und Frankenberg. Die Kreisstraße 118 führt von Wiesenfeld nach Birkenbringhausen, die Kreisstraße 124 von Birkenbringhausen nach Burgwald.
Birkenbringhausen, Wiesenfeld und Ernsthausen sind Haltepunkte an der Burgwaldbahn von Frankenberg nach Marburg. Hier verkehren Schienenbusse des Typs VT 628. Die Stationen gehören zum Tarifbereich des Nordhessischen Verkehrsverbundes (NVV).
Der Ort Burgwald verfügt über keinen eigenen Bahnhof. Die Einwohner nutzen den auf halber Strecke zwischen Birkenbringhausen und Burgwald gelegenen Bahnhof Birkenbringhausen.
Mehrere ausgeschilderte Radfernwege führen über das Gebiet der Gemeinde oder direkt an ihr vorüber. Westlich an Birkenbringhausen gehen der hessische Radfernweg R8 und der Ederauenradweg vorbei, der entlang der Eder von der Quelle im Rothaargebirge bis zur Mündung in die Fulda verläuft. Östlich von Bottendorf führt der hessische Radfernweg R6 durch den Burgwald. Der Lahn-Eder-Radweg, der von Marburg nach Frankenberg führt, erreicht von Ernsthausen im Süden kommend über das Gebiet Bottendorfs die ehemalige Kreisstadt Frankenberg.

### Öffentliche Einrichtungen
Jeder der fünf Ortsteile verfügt über ein Dorfgemeinschaftshaus, das von Vereinen und für private Veranstaltungen genutzt wird.

### Bildung
In Bottendorf und Ernsthausen werden in Grundschulen Kinder bis zum vierten Schuljahr unterrichtet. Sie bieten jeweils ein Betreuungsangebot an Grundschulen und eine Sprachheilambulanz an.
Kinder werden in den Kindergärten der Ortsteile Birkenbringhausen, Bottendorf, Burgwald und Ernsthausen betreut.

### Unternehmen
- Finger Holzbau GmbH, Fertighäuser
- Kahl und Schlichterle, Getränkemaschinen
- OSBORN International GmbH, Hersteller von Technischen Bürsten und Werkzeugen für die Oberflächenbearbeitung
- Gaydos, Sitzmöbel
- Heitec, Maschinenbau (Heißkanaltechnik)
- Herko Chemie Hermann Kohlmann
- Metak, Kunststoffverarbeitung und -formenbau
- Schlesinger, Maschinenbau (unter anderem Maschinen zur Herstellung von Bürsten) und Besen
- Thuasne Deutschland, elastische Textilgewebe im Medizin- und Sportbereich (orthopädische Hilfsmittel, elastische Kompressionsmaterialien)
- Ropal AG, Spezialbeschichtung (Chrom)
- Thorwa Metalltechnik, Blechverarbeitung

## Persönlichkeiten
- Balthasar von Dernbach (1548–1606), geboren in Wiesenfeld, Fürstabt von Fulda 1570–1606.
- Johannes Engel (1894–1973), geboren in Ernsthausen, Politiker (NSDAP) und von 1933 bis 1945 Mitglied im nationalsozialistischen Reichstag.
- Jennifer Cramer (* 1993), deutsche Fußballnationalspielerin; aufgewachsen in Birkenbringhausen.